# 다가나현

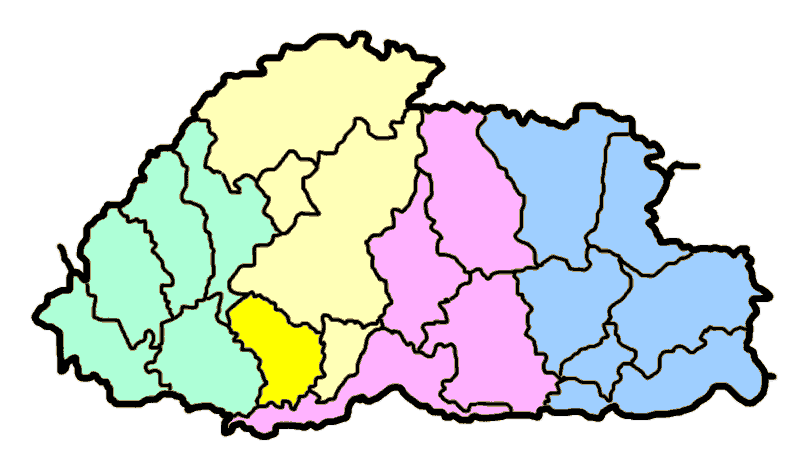
다가나 현의 위치

다가나현(종카어: དར་དཀར་ན་རྫོང་ཁག་)은 부탄을 구성하는 20개 현(종카그) 가운데 하나로, 부탄 남서부에 위치한다. 면적은 1,276km2, 인구는 18,222명(2005년 기준)이며 14개 게워그(데오랄리, 도로나, 드루제강, 게사를링, 고시, 카나, 케비사, 라잡, 라모이징카, 니출라, 타시딩, 창카, 첸다가나, 체자)를 관할한다.